# Jože Horvat
Jože Horvat, slovenski pisatelj in publicist, *1942.

## Življenje in delo
Gimnazijo je končal leta 1960 v Murski Soboti, nato je na Filozofski fakulteti v Ljubljani študiral nemščino, slovenščino in poljščino. V letih 1967/68 je dva semestra preživel na podiplomskem študiju v Heidelbergu. Kot študent je za SAZU honorarno sodeloval pri pripravi besedišča za SSKJ. Leta 1970 je dobil delo pri Delu in pisal o kulturni politiki, literaturi in jeziku, posvečal se je domala vsem časnikarskim zvrstem – poročilom, reportažam, literarnim portretom, glosam, intervjujem, knjižnim ocenam ipd. Kolumne in knjižne ocene je pisal tudi za reviji TT in Teleks in kot dopisnik Zagrebškega tednika Danas. V navezavi s spremljanjem literature in kulture v slovenskem zamejstvu in tujini je pripravil več intervjujev z jugoslovanskim pisatelji.
Leta 1981 je prejel nagrado Tomšičevega sklada. Krajši čas je urednikoval pri Naših razgledih, jeseni 1988 pa je ponovno na Delu prevzel uredništvo kulturne rubrike.
Leta 1991 je odstopil in odšel na založbo Mladika v Ljubljani, kjer je tri leta urejal otroško revijo Kekec. Vmes se je vrnil k Delu, leta 1998 je začel pri novem dnevniku Jutranjik, po njegovem zatonu pa je pisal za revijo Mag. Leta 2000 je prejel Jurčičevo nagrado, istega leta je na povabilo kulturnega ministra Rudija Šelige pričel z delom na ministrstvu za kulturo, kjer je bil zaposlen do upokojitve leta 2010.